# Liste der Naturdenkmale in Drebkau
Die Liste der Naturdenkmale in Drebkau nennt die Naturdenkmale in Drebkau im Landkreis Spree-Neiße in Brandenburg.
Diese Liste enthält außer den im Herbst 2016 aktuellen Naturdenkmalen auch weitere, die in der von 2007 bis 2016 gültigen Verordnung noch enthalten waren.

In den Spalten befinden sich folgende Informationen:
- Nr.: Identifizierungsnummer nach veröffentlichter Liste. Sie wird von der unteren Naturschutzbehörde des Landkreises oder der kreisfreien Stadt vergeben. Wenn sie bekannt ist, wird sie angegeben. In dieser Spalte kann sich zusätzlich das Wort Wikidata befinden, der entsprechende Link führt zu Angaben zu diesem Naturdenkmal bei Wikidata.
- Bezeichnung: Benennung des Naturdenkmals, in der Regel wird bei Bäume die Baumart genannt. Bekannte Eigennamen werden mit angegeben.
- Gemarkung: Ort oder Gemarkung, in der sich das Naturdenkmal befindet
- Lage: Nennt die Lage des Naturdenkmals im jeweiligen Ortsteil und die geografischen Koordinaten des Naturdenkmals. Link zu einem Kartenansichtstool, um Koordinaten zu setzen. In der Kartenansicht sind Naturdenkmale ohne Koordinaten mit einem roten beziehungsweise orangen Marker dargestellt und können in der Karte gesetzt werden. Denkmale ohne Bild sind mit einem blauen bzw. roten Marker gekennzeichnet, Denkmale mit Bild mit einem grünen beziehungsweise orangen Marker.
- Beschreibung: die Beschreibung des Naturdenkmales
- Schutzzweck: Erläutert den Grund der Unterschutzstellung
- Bild: Zeigt ein Bild des Naturdenkmales und gegebenenfalls ein Link zu weiteren Fotos im Medienarchiv Wikimedia Commons

## Drebkau
| Bild                           | Bezeichnung                  | Lage                                                                   | Beschreibung | Schutzzweck | Nummer |
| ------------------------------ | ---------------------------- | ---------------------------------------------------------------------- | --- | ----------- | ------ |
| BW                             | Stieleiche                   | Siewisch, Drebkauer Straße (51° 40′ 57,6″ N, 14° 12′ 16,9″ O)          | Der Baum markiert eine Wegeabzweigung.                                                                                      |             | 14     |
| BW                             | Stieleiche                   | Siewisch, Leuthener Weg (51° 41′ 7,9″ N, 14° 12′ 50,9″ O)              | Imposanter Solitärbaum an einer früheren Verbindungsstrecke von Siewisch nach Leuthen.                                      |             | 15     |
| BW                             | Sommerlinde „Napoleon-Linde“ | Casel, auf dem Friedhof (51° 41′ 15,3″ N, 14° 7′ 9″ O)                 | Angeblich 1813 nach der Völkerschlacht hier gepflanzte imposante Linde.                                                     |             | 16     |
| BW                             | Gemeine Eibe                 | Domsdorf, OT Steinitz, an der Kirche (51° 37′ 36,1″ N, 14° 13′ 9,1″ O) | |             | 17     |
| Weitere Bilder Fotos hochladen | Stieleiche                   | Laubst, Dorfanger am Gedenkstein (51° 40′ 17,7″ N, 14° 13′ 57,1″ O)    | Laut Inschrift des Gedenksteins an seinem Fuß im Jahr 1913 als „Bismarckeiche“ gepflanzt.                                   |             | 18     |
| BW                             | Stieleiche                   | Klein Oßnig, Klein Oßniger Straße (51° 41′ 55,9″ N, 14° 16′ 45,5″ O)   | Der Überlieferung nach im Jahr 1871 von einem Kriegsheimkehrer an der heutigen B 169 gepflanzt.                             |             | [ 7 ]  |
| BW                             | Stieleiche                   | Koschendorf, nördl. der Ortslage (51° 42′ 10,4″ N, 14° 11′ 38″ O)      | Die Stieleiche am Rand eines Kiefernwaldes könnte einen Wegeabzweig zwischen Koschendorf und der Koselmühle markiert haben. |             | [ 7 ]  |
| BW                             | Stieleiche                   | Leuthen, an der Gemeindeverwaltung (51° 41′ 38″ N, 14° 15′ 16,6″ O)    | Die Stieleiche mitten im Ort musste wegen abgestorbener Starkäste stark zurückgeschnitten werden.                           |             | [ 7 ]  |